# 湖北等處承宣布政使司
湖北布政使司，是中國清代設立的一布政使司，領今湖北省大部分地區。
明代其地屬湖广承宣布政使司。后设湖广巡抚及湖广总督。清圣祖康熙三年（1664年），分置湖北布政司，领八府：武昌府，汉阳府，黄州府，安陆府，德安府，荆州府，襄阳府，郧阳府。并设湖北巡抚。雍正六年（1728年），升归州为直隶州。十三年（1735年），升夷陵州为宜昌府，降归州属宜昌府。以恩施县治置施南府。乾隆五十六年（1791年），升荆门州为直隶州。光绪三十年（1904年），升鹤峰州为直隶厅。东至安徽宿松；南至湖南临湘；西至四川巫山；北至河南罗山。广二千四百四十里，袤六百八十里。面积五十八万九千一百一十六平方里。宣统三年，5055091编户，23917228口。共领10府，1直隶州，1直隶厅，60县。 